# St. Charles (Iowa)
St. Charles es una ciudad ubicada en el condado de Madison en el estado estadounidense de Iowa. En el Censo de 2010 tenía una población de 653 habitantes y una densidad poblacional de 469,51 personas por km².

## Geografía
St. Charles se encuentra ubicada en las coordenadas 41°17′17″N 93°48′27″O / 41.28806, -93.80750. Según la Oficina del Censo de los Estados Unidos, St. Charles tiene una superficie total de 1.39 km², de la cual 1.39 km² corresponden a tierra firme y (0%) 0 km² es agua.

## Demografía
Según el censo de 2010, había 653 personas residiendo en St. Charles. La densidad de población era de 469,51 hab./km². De los 653 habitantes, St. Charles estaba compuesto por el 97.09% blancos, el 1.68% eran afroamericanos, el 0% eran amerindios, el 0% eran asiáticos, el 0% eran isleños del Pacífico, el 0% eran de otras razas y el 1.23% pertenecían a dos o más razas. Del total de la población el 1.53% eran hispanos o latinos de cualquier raza.